# Colubraria
Colubraria is een geslacht van weekdieren uit de klasse van de Gastropoda (slakken).

## Soorten
- Colubraria albometulaformis Dekkers, 2007
- Colubraria brinkae Parth, 1992
- Colubraria buitendijki Bayer, 1933
- Colubraria canariensis Nordsieck & Talavera, 1979
- Colubraria ceylonensis (G. B. Sowerby I, 1833)
- Colubraria clathrata (Sowerby, 1833)
- Colubraria cumingi (Dohrn, 1861)
- Colubraria eugenei Bozzetti & Lussi, 1991
- Colubraria gilberti D. Monsecour & Dekker, 2014
- Colubraria harryleei D. Monsecour & K. Monsecour, 2011
- Colubraria jordani Strong, 1938
- Colubraria kathiewayana Fittkau & Parth, 1993
- Colubraria latericium Bozzetti, 2008
- Colubraria lucasensis Strong & Hertlein, 1937
- Colubraria maculosa (Gmelin, 1791)
- Colubraria margarethae D. Monsecour & K. Monsecour, 2011
- Colubraria mulveyana (Iredale, 1925)
- Colubraria muricata (Lightfoot, 1786)
- Colubraria myuna Garrard, 1961
- Colubraria neozelanica Maxwell, 1966 †
- Colubraria nitidula (Sowerby I, 1833)
- Colubraria obscura (Reeve, 1844)
- Colubraria ochsneri Hertlein & Allison, 1968
- Colubraria procera (Sowerby, 1832)
- Colubraria pulchrafuscata Dekkers, 2007
- Colubraria reticosa A. Adams, 1870
- Colubraria rolli Parth, 1992
- Colubraria sowerbyi (Reeve, 1844)
- Colubraria springsteeni Parth, 1991
- Colubraria suduirauti Parth, 1999
- Colubraria sutherlandi Beu, 1973 †
- Colubraria tchangsii Ma & Zhang, 2000
- Colubraria tenera (Gray, 1839)
- Colubraria testacea (Mörch, 1854)
- Colubraria tortuosa (Reeve, 1844)
- Colubraria tumida Ma & S. P. Zhang, 2000